# Nina Kozłowska
Nina Kozłowska (ur. 10 stycznia 1947) – polska historyk i tłumacz.

## Życiorys
Pracownik Ruhr-Universität Bochum (do 1978), w latach 1978-1987 Osteuropa Institut w Monachium. W latach 1983–1987 współpracowniczka Radia Wolna Europa. Współpracownik Muzeum Polskiego w Rapperswilu. W latach 1985–1990 członek Solidarności Wolnych Polaków w Bawarii (prezes 1988-1989). Od 1989 członek Stałej Konferencji Muzeów, Archiwów i Bibliotek Polskich na Zachodzie. Autorka przekładów m.in. Gustawa Herlinga-Grudzińskiego, Jerzego Stempowskiego, Leszka Kołakowskiego. 

## Wybrane publikacje
- (współautorzy: Ewa Krasińska-Klaputh, Aleksander Menhard), Polskie Orły, Bawarskie Lwy: na tropach wspólnych historycznych śladów, Warszawa: Ministerstwo Kultury i Dziedzictwa Narodowego. Departament Dziedzictwa Kulturowego 2010.
- Zmagania z historią: życie i twórczość Józefa Mackiewicza i Barbary Toporskiej. Materiały z konferencji w Muzeum Polskim w Rapperswilu z cyklu "Duchowe źródła nowej Europy", Zamek Rapperswil, 26-28 września 2006 r., pod red. Niny Kozłowskiej i Małgorzaty Ptasińskiej,  Warszawa: Instytut Pamięci Narodowej - Komisja Ścigania Zbrodni przeciwko Narodowi Polskiemu 2011.